# MTV Europe Music Awards 1998
Die MTV Europe Music Awards 1998 wurden am 12. November 1998 im Fila Forum, Assago, in der Nähe von Mailand, Italien verliehen. Moderatorin war das Model Jenny McCarthy. Gewinner des Abends waren Madonna und die Spice Girls, die je zwei Awards gewannen.
Für die Spice Girls nahmen Melanie C („Sporty Spice“) und Emma Bunton („Baby Spice“) den Award an, da Melanie B und Victoria Adams beide schwanger waren und der Veranstaltung daher fernblieben.
Wie bereits in den Vorjahren kamen neue Kategorien hinzu, um den Award „europäischer“ zu gestalten. So wurde der MTV Select Award aufgeteilt in UK and Ireland, Northern, Central und Southern. Neu hinzu kamen außerdem die Kategorien Best Album und Best Pop.

## Sieger und Nominierte

### Hauptkategorien (Jurywertung)
| Kategorie            | Gewinner                   | Nominierte |
| -------------------- | -------------------------- | --- |
| Best Song            | - Natalie Imbruglia – Torn | - All Saints – Never Ever Cornershop – Brimful of Asha Savage Garden – Truly Madly Deeply Robbie Williams – Angels |
| Best Video           | Massive Attack – Teardrop  | Aphex Twin – Come to Daddy Beastie Boys – Intergalactic Eagle-Eye Cherry – Save Tonight Garbage – Push It          |
| Best Album           | Madonna – Ray of Light     | - All Saints – All Saints Beastie Boys – Hello Nasty Massive Attack – Mezzanine Robbie Williams – Life thru a Lens |
| Best Female          | Madonna                    | Mariah Carey Celine Dion - Natalie Imbruglia Janet Jackson                                                         |
| Best Male            | Robbie Williams            | Eagle-Eye Cherry Ricky Martin Puff Daddy Will Smith                                                                |
| Best Group           | Spice Girls                | - All Saints Backstreet Boys Beastie Boys Garbage                                                                  |
| Best New Act         | - All Saints               | - Aqua Eagle-Eye Cherry Five - Natalie Imbruglia                                                                   |
| Best Pop             | Spice Girls                | - Aqua Backstreet Boys Boyzone Five                                                                                |
| Best Dance           | The Prodigy                | Dario G Faithless Fatboy Slim Madonna                                                                              |
| Best Rock            | Aerosmith                  | Garbage Marilyn Manson Rammstein The Smashing Pumpkins                                                             |
| Best Alternative     | The Prodigy                | Beck Blur Radiohead The Verve                                                                                      |
| Best Rap             | Beastie Boys               | Busta Rhymes Missy Elliot Pras Puff Daddy                                                                          |
| Free Your Mind Award | B92                        | |

### MTV Select – Regionale Awards
| Kategorie      | Gewinner                                 | Nominierte                               |
| -------------- | ---------------------------------------- | ---------------------------------------- |
| UK and Ireland | Five – When the Lights Go Out            | Another Level B*Witched Billie Steps     |
| Northern       | Eagle-Eye Cherry – Falling in Love Again |                                          |
| Central        | Franka Potente & Thomas D – Wish         |                                          |
| Southern       | Bluvertigo                               | 99 Posse Articolo 31 Ligabue Vasco Rossi |

## Auftritte
- Faithless (featuring Sally Bradshaw) – God is a DJ
- Madonna – The Power of Good-Bye
- Busta Rhymes – Turn It Up / Gimme Some More
- Manic Street Preachers – If You Tolerate This Your Children Will Be Next
- Aqua – Turn Back Time / Barbie Girl / Lollipop (Candyman) / Doctor Jones
- Pras (featuring Destiny’s Child and The Product G&B) – Blue Angels / Ghetto Supastar (That Is What You Are)
- Five – Everybody Get Up
- Rammstein – Du hast
- All Saints – Lady Marmalade
- R.E.M. – Daysleeper
- Robbie Williams – Millennium / Let Me Entertain You

## Präsentatoren
- George Michael – präsentierte Best Male
- Donatella Versace und Alessandro Del Piero – präsentierten Best Group
- Fun Lovin’ Criminals – präsentierten Best Rock
- Ronan Keating und Dolce & Gabbana – präsentierten Best Female
- B*Witched und Ulf Ekberg – präsentierten MTV Select—Northern
- Eagle-Eye Cherry und Busta Rhymes – präsentierten Best Pop
- Nek und Saffron – präsentierten MTV Select—Central
- Zucchero und Renzo Rosso – präsentierten MTV Select—Southern
- R.E.M. – präsentierten the Free Your Mind award
- Jean Paul Gaultier und Giorgio Armani – präsentierten Breakthrough Artist
- RZA und Ultra Naté – präsentierten Best Rap
- Natalie Imbruglia und Gavin Rossdale – präsentierten Best Dance
- Cleopatra – präsentierten MTV Select—UK & Ireland
- Skunk Anansie (Skin und Mark Richardson) und The Cranberries (Dolores O’Riordan und Fergal Lawler) – präsentierten Best Song
- Sarah, Duchess of York – präsentierten Best Video
- Damon Albarn und Ronaldo – präsentierten Best Album